# 今野隆裕
今野 隆裕（こんの たかひろ、1964年7月11日 - ）は、東京都大田区出身の元プロ野球選手（投手）。

## 来歴・人物
大田区立大森第八中学校から1980年に日体荏原高に進学する。高校時代は好守巧打の外野手兼投手として、クリーンアップトリオの一角を担った。高校の1学年後輩に丹波健二がいた（プロ入り後もロッテで再びチームメイトとなった）。
高校卒業後は、社会人野球の強豪である西濃運輸に入社し、本格的に投手へ転向する。1988年の都市対抗野球にはNTT東海の補強選手として出場し、同じく補強の古田敦也とバッテリーを組んで準々決勝に先発するなどチームの準優勝に貢献した。
1988年のプロ野球ドラフト会議でロッテオリオンズから2位指名を受け入団。貴重な左腕投手として、ルーキーイヤーの1989年より一軍に定着し先発・リリーフにと44試合に登板する。
1991年8月5日には、イースタン・リーグでの対日本ハム戦でノーヒットノーランを達成した。この後一軍でも2完封を含む5勝をあげた。
1992年シーズンオフ、宇野勝・長嶋清幸との2対2の交換トレードで、横田真之と共に中日ドラゴンズに移籍する。しかし、中日では二軍暮らしが長くなり、1994年には一軍登板がないまま同年限りで現役を引退した。

## 選手としての特徴
変則なスリー・クォーターのかなり低めの位置から投げ、140km/h台前半のストレート、変化球はスライダー、シュートを駆使した。

## 詳細情報

### 年度別投手成績
| 年 度     | 球 団     | 登 板 | 先 発 | 完 投 | 完 封 | 無 四 球 | 勝 利 | 敗 戦 | セ 丨 ブ | ホ 丨 ル ド | 勝 率 | 打 者 | 投 球 回 | 被 安 打 | 被 本 塁 打 | 与 四 球 | 敬 遠 | 与 死 球 | 奪 三 振 | 暴 投 | ボ 丨 ク | 失 点 | 自 責 点 | 防 御 率 | W H I P |
| --------- | --------- | ----- | ----- | ----- | ----- | -------- | ----- | ----- | -------- | ----------- | ----- | ----- | -------- | -------- | ----------- | -------- | ----- | -------- | -------- | ----- | -------- | ----- | -------- | -------- | ------- |
| 1989      | ロッテ    | 44    | 3     | 0     | 0     | 0        | 2     | 6     | 0        | --          | .250  | 259   | 54.1     | 59       | 8           | 38       | 2     | 2        | 43       | 3     | 0        | 42    | 36       | 5.96     | 1.79    |
| 1990      | ロッテ    | 28    | 1     | 0     | 0     | 0        | 0     | 1     | 0        | --          | .000  | 125   | 26.0     | 40       | 6           | 12       | 0     | 2        | 16       | 0     | 0        | 23    | 20       | 6.92     | 2.00    |
| 1991      | ロッテ    | 22    | 6     | 3     | 2     | 0        | 5     | 2     | 0        | --          | .714  | 219   | 56.1     | 36       | 3           | 19       | 0     | 4        | 36       | 2     | 0        | 14    | 12       | 1.92     | 0.98    |
| 1992      | ロッテ    | 26    | 17    | 4     | 0     | 0        | 6     | 9     | 0        | --          | .400  | 482   | 110.0    | 107      | 15          | 51       | 0     | 3        | 62       | 1     | 0        | 65    | 55       | 4.50     | 1.44    |
| 1993      | 中日      | 16    | 1     | 0     | 0     | 0        | 2     | 0     | 0        | --          | 1.000 | 72    | 14.2     | 15       | 4           | 13       | 2     | 1        | 17       | 1     | 0        | 13    | 11       | 6.75     | 1.91    |
| 通算：5年 | 通算：5年 | 136   | 28    | 7     | 2     | 0        | 15    | 18    | 0        | --          | .455  | 1157  | 261.1    | 257      | 36          | 133      | 4     | 12       | 174      | 7     | 0        | 157   | 134      | 4.61     | 1.49    |

### 記録
- 初登板：1989年4月11日、対オリックス・ブレーブス1回戦（川崎球場）8回表から救援登板、1/3回無失点
- 初奪三振：1989年4月12日、対オリックスブレーブス2回戦（川崎球場）
- 初先発登板：1989年4月27日、対オリックスブレーブス6回戦（西宮球場）、6回3失点で敗戦投手
- 初勝利：1989年6月24日、対福岡ダイエーホークス9回戦（宮崎市営球場）、2回1/3無失点
- 初完投・初完封勝利：1991年9月23日、対日本ハムファイターズ25回戦（東京ドーム）

### 背番号
- 17 （1989年 - 1992年）
- 16 （1993年 - 1994年）